# Киббл, Томас
Томас Вальтер Баннерман Киббл (англ. Thomas Walter Bannerman Kibble; 23 декабря 1932 — 2 июня 2016) — британский физик-теоретик, член Лондонского королевского общества.

## Биография
Киббл родился в индийском Мадрасе в семье профессора математики, был внуком писательницы Хелен Баннерман и офицера Индийской медицинской службы Уильяма Баннермана. Учился в Эдинбургском университете, где получил степень магистра в области математики и натуральной философии (1955), степень бакалавра по физике (1956) и докторскую степень по математической физике (1958).
Через год начал работать в Имперском колледже Лондона, с которым был связан всю оставшуюся жизнь, трудился в Лаборатории Блэкетта (The Blackett Laboratory), в 1983—1991 годах возглавлял физический факультет колледжа. Был председателем общества «Учёные против ядерного вооружения» (Scientists against Nuclear Arms).
Киббл был заядлым велосипедистом.

## Научная деятельность
Основные работы Киббла посвящены проблемам квантовой теории поля, особенно на пересечении физики высоких энергий и космологии ранней Вселенной: механизмам спонтанного нарушения симметрии, фазовым переходам и связанным с этим топологическим дефектам — монополям, космическим струнам и доменным стенкам. Его статья о космических струнах вызвала обширный интерес к ним в современной космологии.
Киббл известен как один из соавторов — вместе с Джеральдом Гуральником и Хагеном (C. R. Hagen) — одного из трёх одновременных открытий механизма Хиггса в теории электрослабого взаимодействия и предсказания существования бозона Хиггса. Эта работа на праздновании 50-летия журнала Physical Review Letters была названа одной из ключевых опубликованных за это время в журнале. За это открытие Киббл был удостоен в 2010 году премии Сакураи по теоретической физике элементарных частиц от Американского физического общества.
Киббл являлся одним из двух сопредседателей междисциплинарной исследовательской программы «Космология в Лаборатории» (COSLAB), 2001—2005, финансировавшейся Европейским научным фондом (ESF). До этого он был координатором Сети ESF по топологическим дефектам в физике элементарных частиц, физике твёрдого тела и космологии (ESF Network on Topological Defects in Particle Physics, Condensed Matter & Cosmology, TOPDEF). Киббл опубликовал в соавтрстве с Френком Беркширом (Frank Berkshire, the Imperial College Mathematics Department) учебник по классической механике, пятое издание которого было выпущено Imperial College Press весной 2004 года. В 2008 году Киббл был назван одним из выдающихся рецензентов Американского физического общества.

## Награды и членства
- Медаль Хьюза (1981)
- Медаль и премия Резерфорда (1984)
- Медаль и премия Гутри (1993)
- Премия Сакураи (2010)
- Королевская медаль (2012)
- Медаль Дирака (2013)
- Медаль Альберта Эйнштейна (2014)
- Командор Ордена Британской империи (2014)
- Медаль Исаака Ньютона (2016)
- Член Лондонского королевского общества, Американского института физики, Имперского колледжа Лондона, Американского физического общества, Европейского физического общества, Европейской Академии.